# Nanne Grönvall

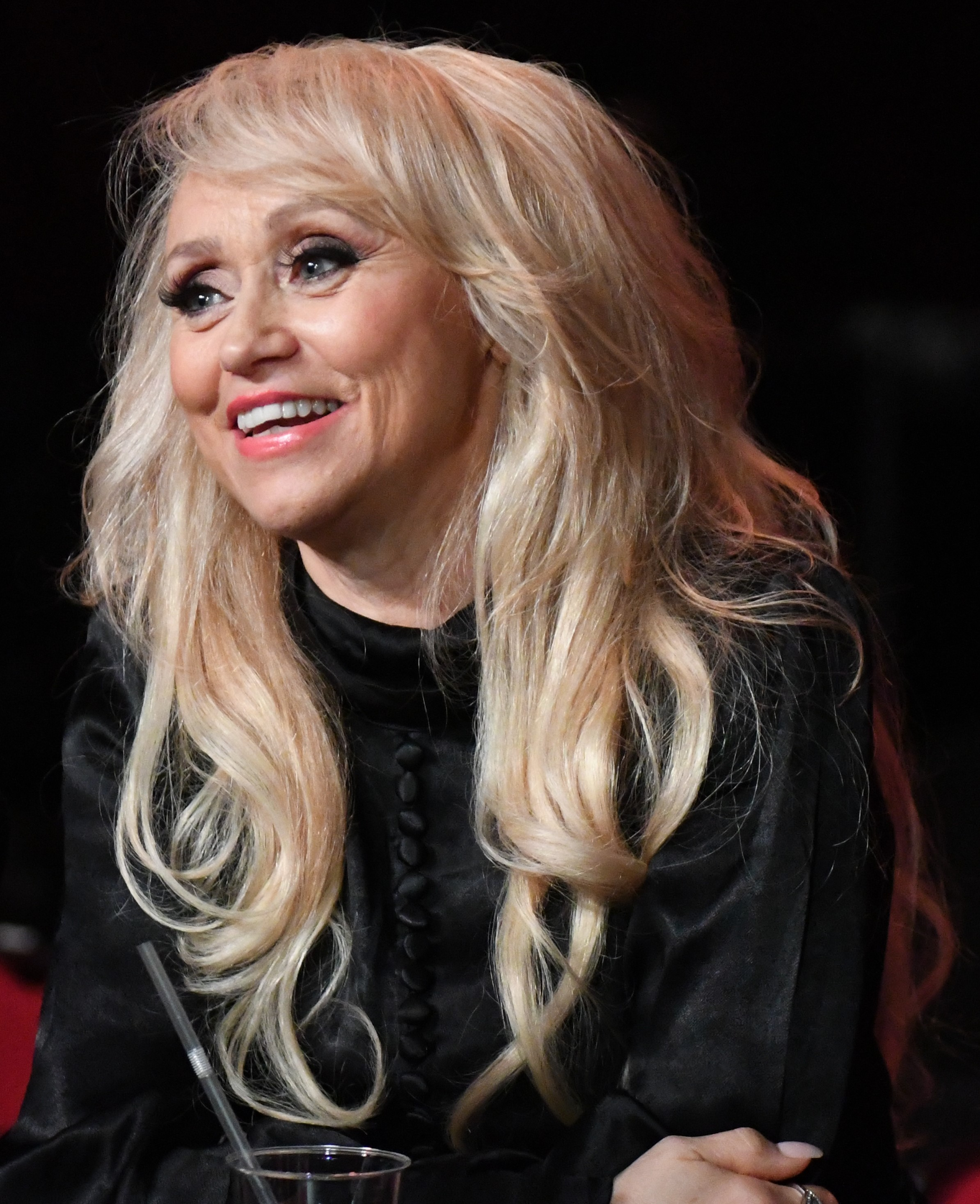
Nanne Grönvall bei der Pressekonferenz zur vierten Runde des Melodifestivalen 2020 in Malmö

Nanne Grönvall (* 18. Mai 1962 in Stockholm als Marianne Elisabeth Nordqvist) ist eine schwedische Sängerin, Songwriterin und Schauspielerin. Grönvall ist u. a. durch ihre mehrmaligen Teilnahmen am Melodifestivalen bekannt. Darüber hinaus vertrat sie Schweden 1996 als Teil der Band One More Time beim Eurovision Song Contest in Oslo, wo die Band mit dem Beitrag Den vilda den dritten Platz erzielte.

## Karriere
Im Alter von 16 Jahren begann Grönvall in ihrer ersten Rockband zu singen. Grönvall nahm 1986 erstmals am Melodifestivalen teil, zu diesem Zeitpunkt in der Formation Sound of Music. Mit dem Beitrag Eldorado erreichte sie die vierten Platz. Im Folgejahr trat die Formation erneut an, mit dem Song Alexandra konnte ebenfalls der vierte Platz erreicht werden. In den Jahren 1992 und 1995 war Grönvall mit drei Lieder als Komponist im Wettbewerb vertreten. 1992 wirkte sie an der Entstehung der Beiträge Ingenting går som man vill und Vad som än händer. Der 1995 von Cecilia Vennersten vorgetragenen Titel Det vackraste, an dem neben Nanne Grönvall auch ihr Ehemann Peter Grönvall und Maria Rådsten mitschrieben, konnte sich den zweiten Platz beim Melodifestivalen sichern. Ein Jahr später kehrte sie als Teil der Band One More Time zum Wettbewerb zurück. Der Beitrag Den vilda gewann das Melodifestivalen und erreichte beim Eurovision Song Contest in Oslo den dritten Platz. Nach einem Jahr Pause, kehrte Grönvall bereits 1998 wieder zur schwedischen Vorentscheidung zurück, erstmalig nahm sie als Solokünstlerin teil. Der Beitrag Avundsjuk belegte am Ende den vierten Platz.
Im Jahr 2001 trat Grönvall mit dem Song Men bei der britischen Vorentscheidung zum Eurovision Song Contest an, belegte jedoch bei vier Beiträgen den letzten Platz. Ein 2002 für das Melodifestivalen geplante Beitrag, der auf den Namen A beautiful couple hörte, wurde vom Wettbewerb disqualifiziert, da dieser bereits vor dem Melodifestivalen öffentlich aufgeführt wurde, was den Regeln widersprach. Die erneute Rückkehr zum Melodifestivalen erfolgte 2003 mit dem Song Evig kärlek. Grönvall konnte sich in der dritten Vorrunde unter den acht Teilnehmer nicht für das Finale qualifizieren, sie erreichte in der Vorrunde den siebten Platz. 2004 war Grönvall in der Musicalproduktion How to success in business without be Burnout am Stockholmer Initiman-Theater zu sehen. Nur ein Jahr später trat sie erneut beim Melodifestivalen an, sie erreichte mit dem Song Håll om mig das Finale. Dort erzielte sie zwar die meisten Zuschauerstimmen, belegte in der Endwertung allerdings nur den zweiten Platz, da der Erstplatzierte Martin Stenmarck mehr Jurywertungen erhielt und in der Gesamtwertung mit drei Punkten Vorsprung an die Spitze setzen konnte. Es folgte 2006 und 2007 eine weitere Rolle in einem Musical. In der Produktion Sweet Charity übernahm sie die Hauptrolle, auch dieses Stück war am Intiman zu sehen. Ebenfalls 2007 war sie wieder beim Melodifestivalen zu sehen. In der Andra Chansen (dt.: Zweite Chance) genannten Runde konnte sich Grönvall nicht gegen Magnus Uggla durchsetzen und schied im Duell mit ihrem Beitrag Jag måste kyssa dig aus. Im gleichen Jahr fand ihres erste eigene Tournee statt, außerdem war sie in Hamburger Börs in der Show Vild zu sehen. Ein Jahr später folgte ihr erster Auftritt bei der Diggiloo-Tour, zu der sie 2014 zurückkehrte. Im Winter 2009 und 2010 nahm sie an der Weihnachtstournee Stjärnklart teil. Im Jahr 2010 feierte Grönvall ihr 25-jähriges Bestehen als Künstlerin mit ihrer Tournee, die im Sommer und Herbst stattfand.
In den weiteren Jahren war Grönvall in verschiedenen Theater- und Musicalproduktionen zu sehen, so 2014 als Mrs. Danvers in Rebecca am Musiktheater Malmö, 2015 sowie 2016 als böse Hexe in Schneewittchen am Stockholmer Maximteater sowie im Winter 2018 als Miss Hannigan in Annie am Nöjesteater in Malmö. Neben ihren Theaterproduktionen war sie 2015 des Weiteren in der schwedischen Version von Let’s Dance zu sehen und schied dort in der vierten Folge aus. 2019 war Grönvall als eine der Schreiberin am Lied I Do der Band Arvingarna beteiligt, das im Finale des Melodifestivalen den siebten Platz belegte. Im Folgejahr war Grönvall wieder selbst beim Wettbewerb vertreten, mit dem Song Carpool Karaoke schaffte sie es jedoch nicht in eine weitere Runde, sie belegte den letzten Platz. Der Beitrag Om du trot att jag saknar dig von Jakob Karlberg, an dem sie mitschrieb, belegte in der vierten und gleichen Vorrunde den sechsten Platz, platzierte sich damit direkt vor Grönvalls eigenem Beitrag, schied damit jedoch ebenfalls aus.

## Privates
Nanne Grönvall ist mit Peter Grönvall, einem Sohn von ABBA-Mitglied Benny Andersson verheiratet. Gemeinsam hat das Paar zwei Söhne, Charlie Grönvall und Felix Grönvall. Darüber hinaus hat Nanne Grönvall einen weiteren Sohn namens Robin aus einer vorherigen Beziehung. 2006 wurde bei ihr Brustkrebs diagnostiziert, inzwischen wurde sie für geheilt erklärt. Grönvall war ebenfalls von Burn-Out betroffen.

## Sonstiges

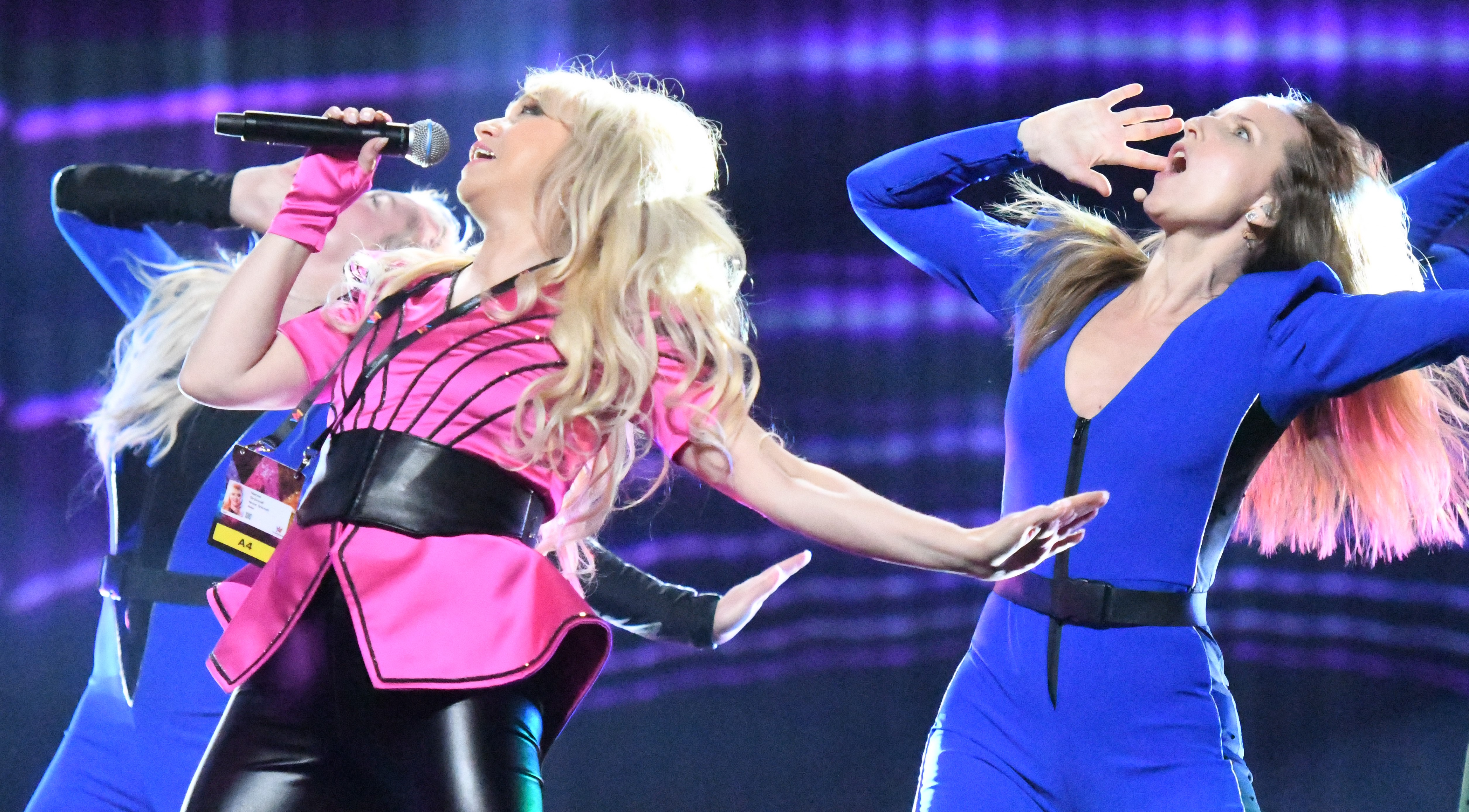
Grönvall bei Proben zu ihrem Beitrag Carpool Karaoke beim Melodifestivalen 2020

Grönvalls Beitrag zum Melodifesitvalen 2020 namens Carpool Karaoke handelt davon, dass sie nur eine Sache glücklich machen könne und das wäre mit James Corden Carpool Karaoke zu singen. Dies ist eine Anspielung auf ein bekanntes Segment der The Late Late Show with James Corden, bei dem Corden mit Prominenten gemeinsam im Auto bekannte Songs coverte. Der Song erregte die Aufmerksamkeit Corden, der in seiner Sendung nach Grönvalls Melodifestivalen-Auftritt darüber berichtete und sie schließlich zu einer Runde Carpool Karaoke einlud.